# Goldschatz von Panagjurischte

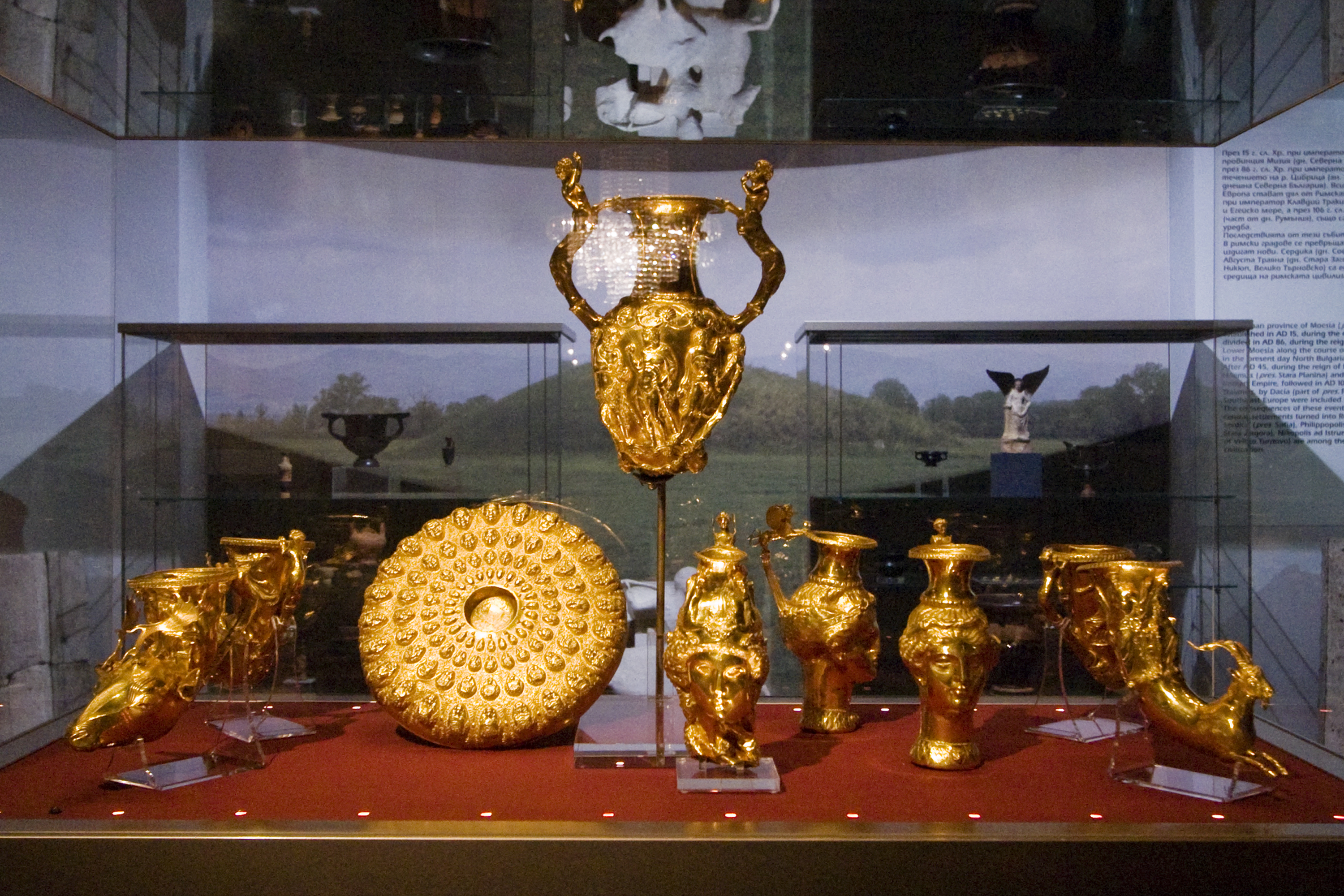
Der Goldschatz von Panagjurischte

Der Goldschatz von Panagjurischte ist ein antikes Trinkservice, das am 8. Dezember 1949 zwei Kilometer südlich von Panagjurischte in Zentralbulgarien entdeckt wurde.
Der Goldschatz besteht aus neun Gefäßen aus purem Gold und hat ein Gesamtgewicht von 6,164 Kilogramm. Die Goldgefäße gehörten einem unbekannten Herrscher vom thrakischen Volksstamm der Odrysen und wurden für religiöse Zeremonien verwendet. Er wird auf das Ende des 4. Jahrhunderts bis Anfang des 3. Jahrhunderts v. Chr. datiert. Die Goldgefäße beeindrucken durch die kunstvolle Verarbeitung. Kunststil und Verzierungen zeigen eine Verschmelzung von thrakischen Einflüssen.
Der Schatz gehört zum Bestand des Archäologischen Museums in Plowdiw.

## Beschreibung der Teile
Sieben der neun Gefäße sind Rhyta. Drei der Rhyta haben die Form eines Frauenkopfes, zwei ähneln einem Hirschkopf, einer einem Widderkopf und einer einem Vorderteil eines Ziegenbocks.
Die Rhyton-Hälse sind mit Szenen aus der griechischen und thrakischen Mythologie verziert.

### Amphora – Rhyton
Das größte Gefäß ist eine Amphora.

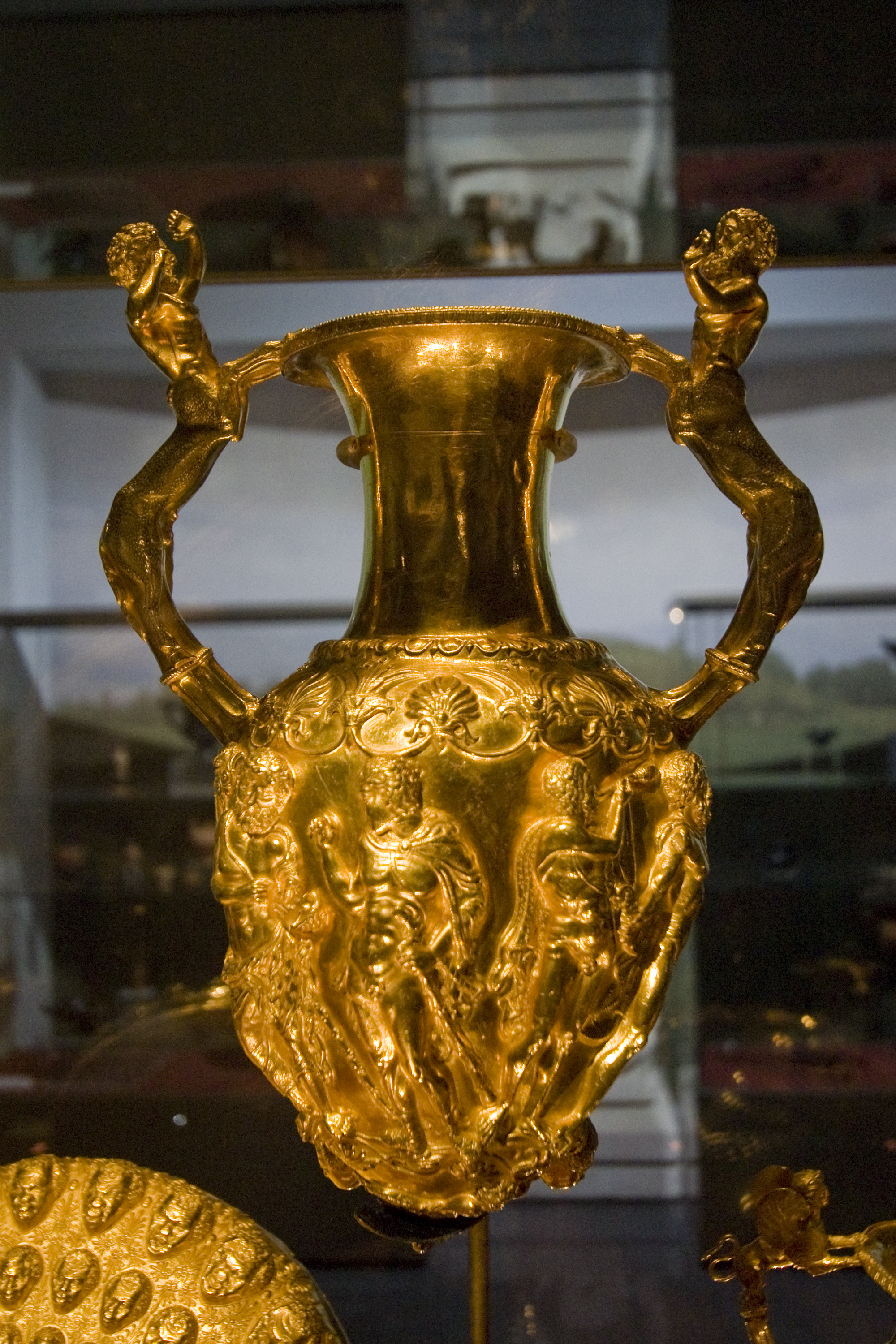
Amphora aus dem Goldschatz von Panagjurischte

Die Henkel werden von zwei aufgerichteten, schießenden Kentauren gebildet. Ihre Hinterbeine gehen in den kannelierten Henkel über, während die vorderen Beine auf dem oberen Rand der Amphora ruhen.
Der obere Rand des Körpers ist mit einem Eierstab verziert, darunter befindet sich ein Fries aus verflochtenen Palmetten und Lotusblüten.
Der Körper des Gefäßes wird von einem breiten mit Figuren verzierten Fries eingenommen, in dessen Zentrum eine zweiflüglige Tür dargestellt ist, die von ionischen Säulen flankiert ist, mit Löwenköpfen als Kapitell und geflügelten Sphingen an ihrer Basis. Darum reihen sich sieben männliche Figuren.
Rechts ist ein bärtiger Mann zu sehen, in langer Kleidung eingehüllt und auf einen Stock gestützt. Er weissagt aus der Leber eines Opfertieres. Die anderen Männer sind Soldaten, außer ihren übergeworfenen Umhängen nackt und mit Schwertern bewaffnet. Einer von ihnen hat einen kleinen Bart, einen Stock in der Hand und hohe Schuhe und beobachtet das Orakel. Ein anderer mit einem Horn gibt das Signal zum Angriff auf das Tor. Zwischen den sich schließenden Flügeln des Tores sieht man die Köpfe und Hände eines sich versteckenden Alten. Der Fries ist vom eiförmigen Gefäßboden durch eine Palmetten-Linie abgegrenzt.
Auf dem abgerundeten Gefäßboden sind ein Silen mit einer Doppelflöte und einem Kantharos sowie der jugendliche Herakles im Kampf mit den Schlangen dargestellt. Beiderseits befindet sich je ein Kopf mit negroiden Zügen, deren Münder durchbohrt sind, um den Wein aus dem Gefäß ausfließen zu lassen. Der Gefäßkörper ist ohne Ständer oder Füße und konnte, wenn er voll war, nicht hingestellt werden. Getrunken wurde aus den Öffnungen in den Negerköpfen, daher wird die Amphora auch als Amphora-Rhyton bezeichnet.
Auf der Innenseite des Halses der Amphora wird das Gewicht in griechischen Buchstaben angegeben.

### Phiale

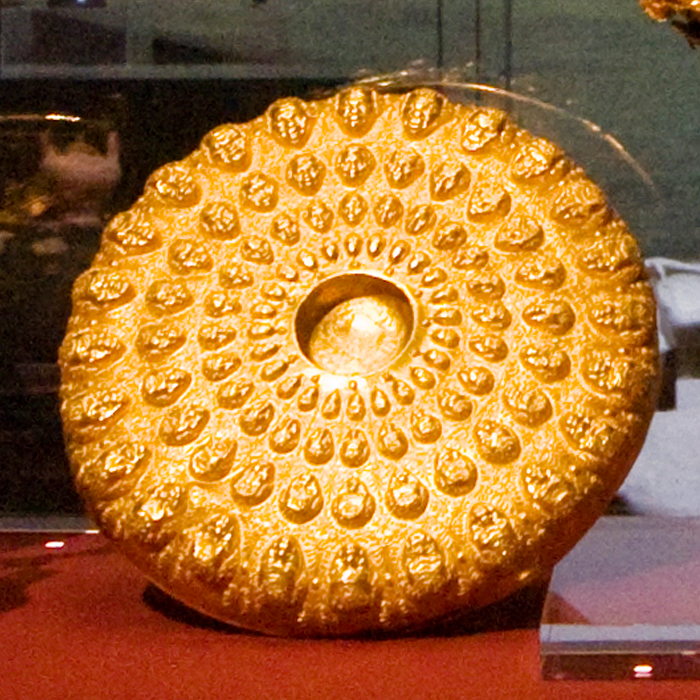
Phiale aus dem Goldschatz von Panagjurischte

Die Phiale ist aus Gold. Um den halbkugeligen Umbo (lat. Schildbuckel, vorspringender Teil eines Gegenstandes) im Zentrum ist eine Bordüre mit kleinen Rosetten gearbeitet, ein Kranz aus 24 Eicheln, drei Friesen mit nach außen hin immer größeren afrikanischen Köpfen – insgesamt 72 Köpfe. Am Hals der Phiale ist ihr Wert eingraviert – 200 und eine halbe Drachme und ein Obolus nach dem Münzsystem der Stadt Lampsakos. Das Gold, aus dem die Phiale gemacht ist, unterscheidet sich in seiner Zusammensetzung von dem Gold, aus dem die Rhyta gemacht sind.
Die schwerste bekannte thrakische Goldphiale ist mit vier konzentrische Streifen mit Köpfen von negroiden Zügen und Eicheln verziert.

### Rhyta
1. Rhyton mit Ziegenbockprotome

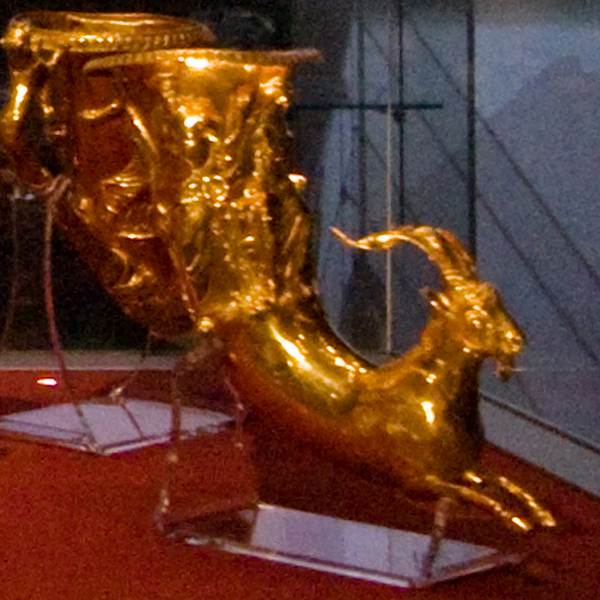

Die sich weitende Öffnung hat eine nach außen profilierte Kante, die mit einem Eichel-Fries verziert ist. Weiter unten schließt sich ein Figuren-Fries an: Hera sitzt auf einem Thron und hält in ihrer rechten Hand eine Phiale und mit der linken Hand den Rand eines Überwurfs, der um ihren Kopf gewickelt ist. Links und rechts von ihr sind Artemis und Apollon mit einem Bogen in der Hand dargestellt, hinter ihnen Nike mit ausgebreiteten Flügeln. Die Namen der Götter sind in der Nähe ihrer Köpfe eingraviert. Der untere Teil des Rhytons geht in das Protomen (vorderer Teil eines Tieres) einer Ziege mit gebogenen Hörnern über. Die Augen der Ziege sind plastisch modelliert. Die vorderen Beine der Ziege sind nach vorne ausgestreckt (Eine ähnliche Ziegenbockprotom als Rhytonteil aus dem 5. oder 4. Jahrhundert v. Chr. zeigt ein Ausstellungsstück im Teheraner Reza-Abbasi-Museum).
2. Rhyton mit Hirschkopf

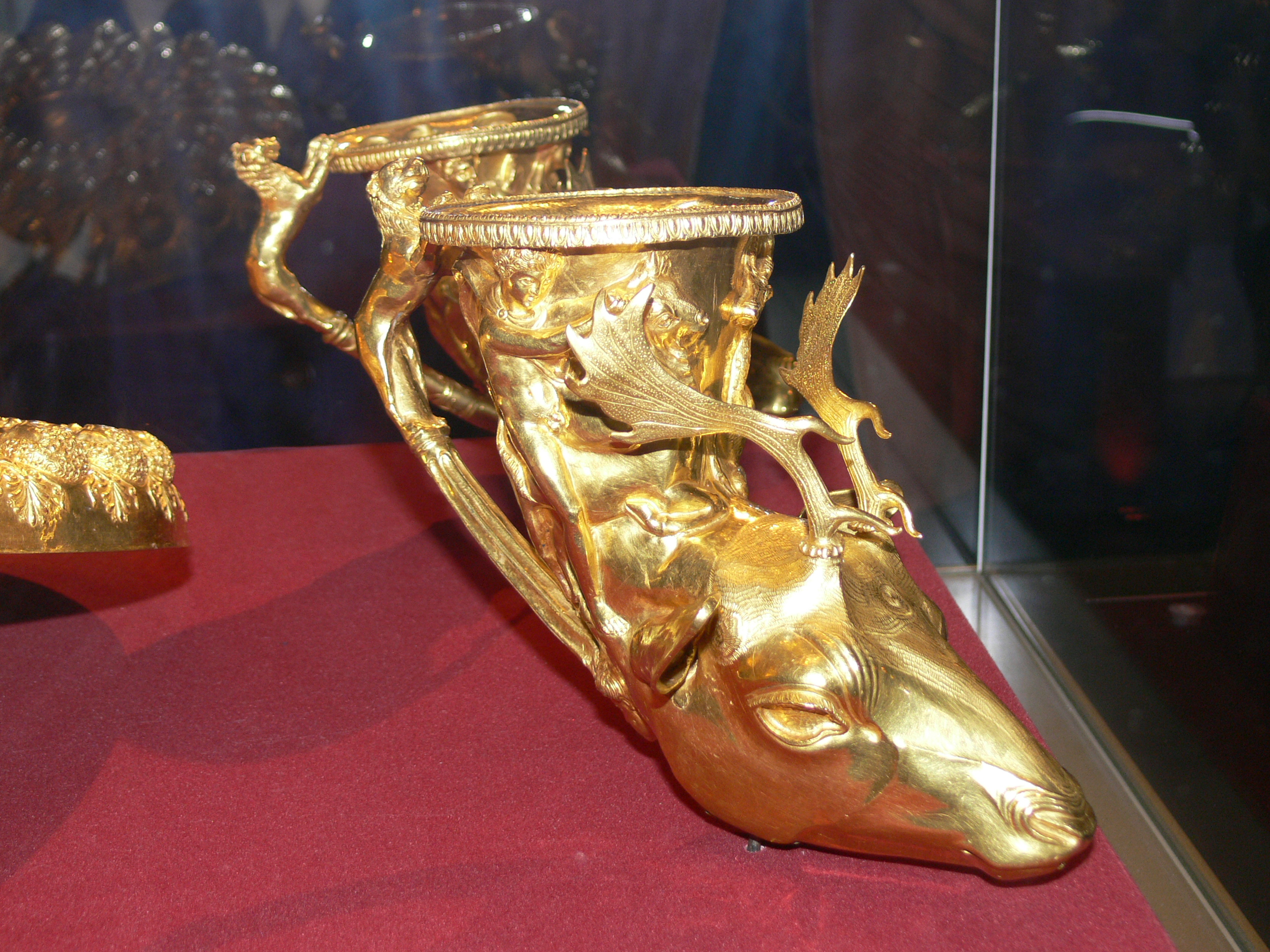

Der Griff ist in der Form eines Löwen geformt, dessen vorderen Tatzen auf der Öffnung des Rhytons ruhen. An der Basis des Griffs (am Übergang zum Gefäß) ist ein Frauenkopf modelliert. Das Geweih des Hirsches ist verkleinert und verkürzt dargestellt und vollständig von figuralen Reliefs bedeckt. Der sitzende Paris in phrygischer Kleidung hält einen Schäferstock (Hirtenstab?) in der linken Hand. Er hat seine rechte Hand erhoben, um anzuzeigen, dass er seine Wahl getroffen hat welche von den drei Göttinnen die schönste ist. Die drei sind um ihn herum platziert: neben ihm sitzt Hera auf einem Thron, links sitzt Athene mit Schwert und Helm. Auf der anderen Seite ist Aphrodite mit strahlendem Antlitz dargestellt, weil sie den Wettbewerb gewonnen hat. Sie umschlingt mit ihrem Arm ihren Umhang. Paris ist mit seinem ursprünglichen Namen „Alexander“ kenntlich gemacht. Die Namen der Göttinnen sind auch eingraviert.
3. Rhyton mit Hirschkopf

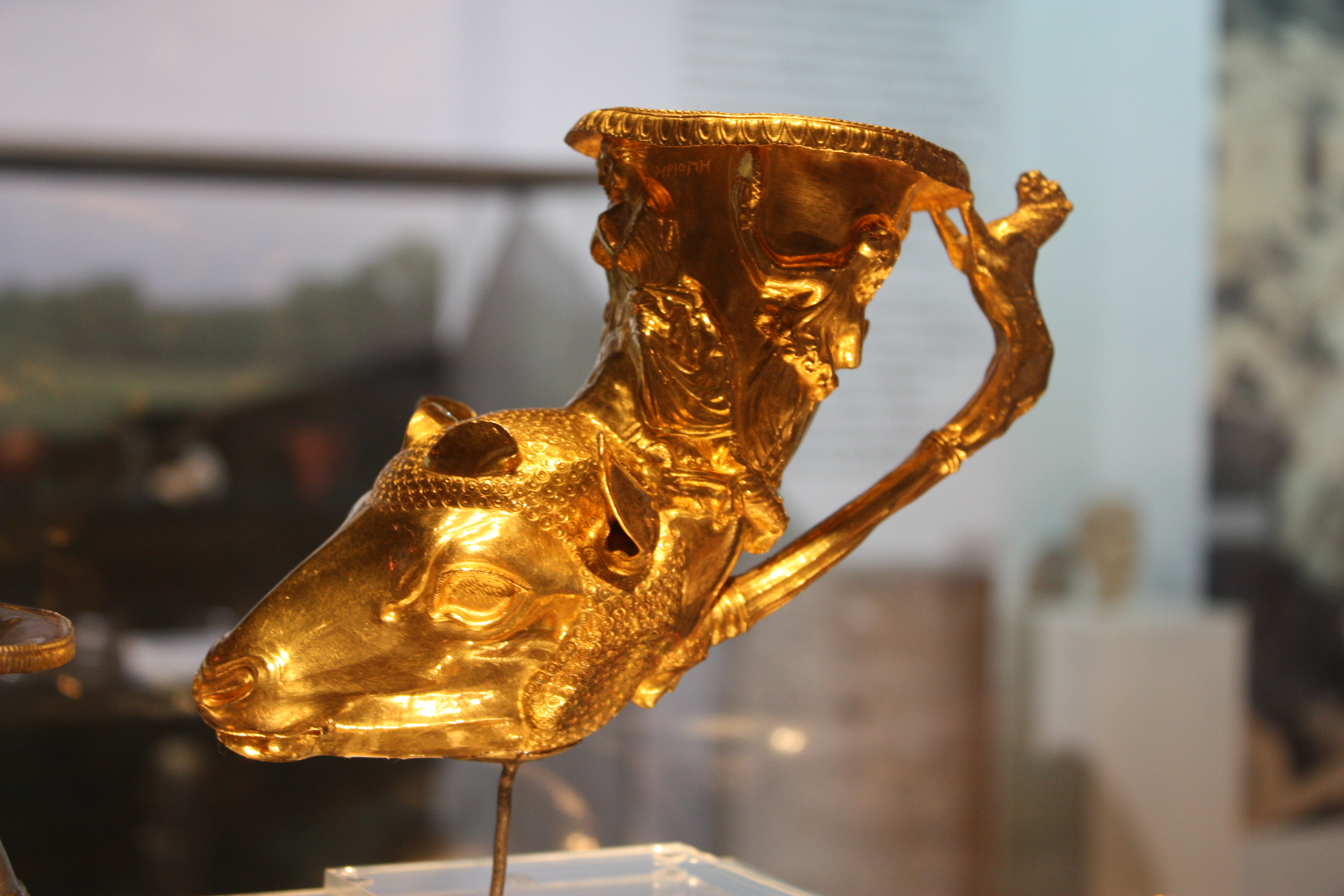

Ein weiteres Rhyton mit Hirschkopf, ähnlich dem vorherigen Rhyton. Auf dem Fries sind mythologische Szenen symmetrisch angeordnet: Theseus im Kampf mit dem Kretischen Stier in der Ebene von Marathon, sowie Herakles mit der Kerynitischen Hirschkuh.
4. Rhyton mit Widderkopf
Die Form ist die gleiche wie bei obigem Rhyton mit Ziegenbockprotome. Sie läuft in den Kopf eines Widders aus. Das Fell besteht aus dichten Reihen von eingravierten, konzentrischen Kreisen. Auf dem Fries der Hörner ist der sitzende Dionysos dargestellt, der in der Hand ein Zepter hält. Neben ihm sitzt die Nymphe Eriope. Beide Namen sind eingraviert. Zu beiden Seiten sind tanzende Mänaden mit Trommel und Thyrsos dargestellt.
5. Rhyton in Form eines Frauenkopfes
Die Gefäßöffnung weitet sich auf und ist nach außen gebogen. Um den Gefäßhals ist das Relief eines eiförmigen Frieses dargestellt. Der Gefäßkörper hat die Form eines Frauenkopfes. Das Haar wird von einem Schal umfasst, der an der Stirn von einer Schnalle gehalten wird.
6. Rhyton in Form eines Frauenkopfes
7. Rhyton in Form eines Frauenkopfes
Der Körper des Rhytons hat die Form eines Frauenkopfes mit Helm. Auf dem Helm befinden sich als Dekoration zwei sitzende Adlergreife, in der Mitte ein vegetabiles Ornament. Der Griff hat die Form einer kanelierten Säule, auf der ein Sphinx mit ausgebreiteten Flügeln sitzt, deren Vorderpfoten auf dem Rand der nach außen gekrümmten Gefäßöffnung liegen. Das lockiges Haar der Frau schaut unter dem Helm hervor und reicht bis an den Hals, der beim Fund des Goldschatzes beschädigt wurde und an dessen unteren Ende sich ein Löwenkopf mit Ausguss befindet.
Wie auch bei den anderen anthropomorphen Rhyton-Kannen ist die Inkrustation der Augen nicht erhalten geblieben. Die Frauenbildnisse der drei Frauenkopfrhyta sind durch kleine Unterschiede individualisiert. Der Helm verweist darauf, dass es sich bei dem Frauenkopf um Athena oder eine Amazone handelt, während die anderen beiden Frauen mit Hera und Aphrodite verglichen werden können, die auf dem Rhyton mit der Darstellung von Paris zu sehen sind.

## Bedeutung
Ähnliche Gefäße aus Edelmetallen sind Symbole für den sozialen Status und wurden bei rituellen Handlungen thrakischer Fürsten verwendet. Die Darstellung von Göttern und Heroen, von Köpfen mit schwarzafrikanischen Gesichtszügen, heiligen Tieren und mythologischen Wesen hatte in der Antike eine rituelle Funktion – sie sollten die eingeschenkte Flüssigkeit reinigen und die am Ritual Beteiligten schützen.